# Team K
Das Team K (TK) ist eine Partei in Südtirol. Es wurde am 10. Juli 2018 vom Südtiroler Landtagsabgeordneten Paul Köllensperger als Team Köllensperger gegründet, ehe es im Oktober 2019 umbenannt wurde.

## Geschichte

### Entstehung
Köllensperger war 2013 als Kandidat der Fünf-Sterne-Bewegung (M5S) in den Südtiroler Landtag gewählt worden. Im Juli 2018 – kurz vor Ende der Legislaturperiode – schied Köllensperger aber aus der Fünf-Sterne-Bewegung aus. Als Grund für sein Ausscheiden nannte Köllensperger ein zu geringes Interesse der nationalen Führung des M5S für die regionalen Gesellschaftsverhältnisse in Südtirol. Konkret hatte Köllensperger erfolglos eine Änderung der nationalen Regeln für die Auswahl von Listenkandidaten gefordert, die das Erstellen einer sprachgruppenübergreifenden Liste aus deutsch-, italienisch- und ladinischsprachigen Kandidaten erschwert hätten.

### Südtiroler Landtagswahl 2018
Das Team Köllensperger kandidierte im Oktober 2018 erstmals bei der Südtiroler Landtagswahl und konnte auf Anhieb 15,2 Prozent der Stimmen und 6 von 35 Landtagsmandaten (und somit auch 6 von 70 Mandaten im Regionalrat Trentino-Südtirol) erreichen.
Die Fünf-Sterne-Bewegung, für die Köllensperger 2013 noch mit 2,5 Prozent der Stimmen als einziger Mandatar gewählt worden war, verteidigte ihr Landtagsmandat mit annähernd gleicher Stimmenanzahl.
Für das Team Köllensperger, das überwiegend mit deutschsprachigen Kandidaten zur Wahl angetreten war und entsprechend in den ländlichen Bezirken Wipptal, Pustertal und Vinschgau große Stimmengewinne verzeichnen konnte, wurden neben dem Spitzenkandidaten Paul Köllensperger die Mandatare Peter Faistnauer, Alex Ploner, Franz Ploner, Maria Elisabeth Rieder und Josef Unterholzner gewählt.

### Europawahl 2019
Im März 2019 wurde das TK assoziiertes Mitglied der europäischen ALDE-Partei. Zur Europawahl 2019 trat die Anwältin Renate Holzeisen für das TK auf der Liste der liberalen Partei +Europa an. Sie erreichte in Südtirol 11,2 %, verpasste mit italienweit 3,1 % jedoch die 4-%-Sperrklausel und damit den Einzug ins Europaparlament.

### Gemeinderatswahlen 2020
Bei den Gemeinderatswahlen trat das Team K 2020 in den fünf größten Gemeinden Bruneck, Brixen, Meran, Leifers und Bozen an.
In Bruneck schaffte das Team K als zweitstärkste Kraft vier Sitze im Gemeinderat. In Brixen und Bozen hat das Team K zwei, und in Meran ein Gemeinderatsmandat. In Leifers verpasste es den Einzug mit nur 1,9 % der abgegebenen Stimmen.
In Meran ist Paul Rösch, gemeinsamer Kandidat der Grünen, ökosozialen Linken und des Team K, als Bürgermeister wiedergewählt worden.
In kleineren Gemeinden trat das Team K oft gemeinsam mit lokalen Bürgerlisten an.

### Südtiroler Landtagswahl 2023
Bei den Südtiroler Landtagswahlen 2023 erhielt das Team K 11,1 % der Stimmen, wodurch Paul Köllensperger, Alex Ploner, Franz Ploner und Maria Elisabeth Rieder jeweils die Wiederwahl gelang.